# (4417) Lecar
(4417) Lecar est un astéroïde de la ceinture principale découvert le 8 avril 1931 par l'astronome allemand Karl Wilhelm Reinmuth. Le lieu de découverte est Heidelberg (024). Sa désignation provisoire était 1931 GC.
Sa distance minimale d'intersection de l'orbite terrestre est de 1,470 950 ua.